# الغرباء (فلم 2008)
الغرباء (بالإنجليزية:The Strangers) [بحاجة لمصدر] هو فيلم رعب نفسي أمريكي عام 2008 من تأليف وإخراج بريان بيرتينو . تتبع الأحداث كريستين ( ليف تايلر) وجيمس ( سكوت سبيدمان ) الذين تعطلت إقامتهم في منزل لقضاء العطلات من قِبل ثلاثة مجرمين ملثمين تسللوا إلى المنزل. كان السيناريو مستوحى من حدثين حقيقيين: قتل Tate  لعائلة مانسون، وجرائم قتل متعددة، بالإضافة إلى سلسلة من الاقتحامات التي حدثت في حي بيرتينو عندما كان طفلاً. لاحظ بعض الصحفيين أوجه التشابه بين الفيلم وجرائم القتل في كابينة كيدي التي حدثت في كيدي Keddie ، كاليفورنيا في عام 1981، على الرغم من أن بيرتينو لم يذكر ذلك كمرجع.
تم تصويرالفيلم بميزانية قدرها 9 مليون دولار، وتم تصويره في ريف ساوث كارولينا في خريف عام 2006. وكان مقررًا في الأصل إصدارًا مسرحيًا في نوفمبر 2007، وتم تأجيله قبل إصدار مسرحي في 30 مايو 2008. وحقق 82 مليون دولار في شباك التذاكر في جميع أنحاء العالم وتلقى آراء متباينة من النقاد، حيث أشاد البعض بأجوائه وتوتره، وانتقد آخرون نصه وشخصياته.
فسره علماء السينما المعاصرون على أنه نقد للأمان المتصور في الأدب الرعوي، فضلاً عن استكشاف عنف و خطر الغرباء.[بحاجة لمصدر] تم إصدار تكملة بعنوان الغرباء: فريسة في الليل في 9 مارس 2018.

## الأحداث
في منطقة منعزلة بعيدًا عن الحضارة، يصل جيمس هويت وكريستين ماكاي ليلًا إلى منزل طفولة جيمس الصيفي، عائدين من زفاف أحد الأصدقاء. يسود التوتر بين الزوجين، حيث رفضت كريستين عرض زواج جيمس لها بعد حفل الاستقبال. يتصل جيمس بصديقه مايك ويطلب منه اصطحابه في الصباح. بعد الساعة 4:00 صباحًا بقليل، هناك طَرق مدوي على الباب، شابة شقراء لايظهر وجهها بسبب الإضاءة السيئة، تسأل الزوجين «هل تمارا في المنزل؟» ولكن جيمس رفض الرد عليها.
يذهب جيمس في جولة لشراء علبة سجائر لكريستين؛ وقبل رحيله أشعل نارًا في المدفأة، تدرك كريستين أن مدخنة المدفاة مغلقة ، وتحاول فتحها ؛ ولكن الدخان المنبعث من النار جعل جرس الإنذار يعمل. بينما تحاول كريستين نزع جهاز الإنذارأذهلها طَرق آخرعلى الباب فألقت الجهازعلى الأرض وهي متوترة.
تحاول كريستين أن تتصل بهاتف جيمس المحمول من الخط الأرضي، لكن الخط مقطوع، تعود كريستين إلى المطبخ، في هذه الأثناء يراقبها رجل ملثم من دون أن تنتبه له من الرواق المجاور.
لاحظت كريستين أن جهاز إنذار الدخان الذي تركته على الأرض مرفوعًا على كرسي، لتدرك أن شخصًا آخر كان في المنزل. عند ذهابها لاسترداد هاتفها الخلوي من الشاحن، وجدت أنه مفقود وبدأت في الذعر. عندها تسمع ضوضاء من الفناء الخلفي، فتذهب لتسلح نفسها بسكين، وتفتح الستائر لتجد الرجل الملثم يحدق بها.
تصرخ، تتعثر في الردهة وتشاهد الباب الأمامي مفتوحًا، وعندما تذهب لدفع الباب لإغلاقه، تجد المرأة الشقراء التي ترتدي قناع دمية على وجهها تلقي نظرة خاطفة للداخل. بعد قفل الباب، اختبأت كريستين في غرفة النوم وسمعت الغرباء في الخارج وهم يكسرون جدران المنزل. يتوقف الضجيج في النهاية ويعود جيمس إلى المنزل.
وبعد أن أوضحت لجيمس ما حدث، خرج جيمس إلى السيارة للحصول على هاتفه، عندئذ وجد السيارة تعرضت للنهب والتخريب، ويرى المرأة الشقراء تراقبه من بعيد. يحاول الزوجان المغادرة في سيارة جيمس، لكن تظهر لهم امرأة أخرى ترتدي قناع فتاة في شاحنة تضرب سيارتهم من الخلف، مما يجبرهما على الفرار.
وجدت كريستين وجيمس مرة أخرى داخل المنزل بندقية فاختباؤ في غرفة النوم بانتظارالمتسللين. في هذه الأثناء يصل صديقهم مايك ويدرك أن هناك خطأ ما بعد رؤية سيارة جيمس المحطمة.
دخل مايك المنزل، وظن جيمس أنه أحد المتسللين، فقتله بالرصاص. يتذكر جيمس، جهاز إرسال لاسلكي قديم في سقيفة الفناء الخلفي. يغادر ويقابل المرأة التي ترتدي قناع فتاة ، يبحث في الفناء الخلفي باستخدام مصباح يدوي. عندما يحاول جيمس إطلاق النارعليها، يُفقده الرجل الملثم وعيه، ويطلق من مسدسه دون قصد. تسمع كريستين الطلقة وتجري إلى السقيفة. تجد الراديو، لكن المرأة التي ترتدي قناع فتاة تحطمه بفأس. تندفع كريستين عائدة إلى المنزل حيث تقابل المرأة الشقراء التي ترتدي قناع دمية، التي تسخر منها بسكين قائلة: «ستموتين». تحاول الهروب ولكن عاجزة بسبب الرجل الملثم.
عند الفجر، استيقظ الزوجان ليجدا نفسيهما مربوطين بكراسي في غرفة المعيشة وكان الغرباء يقفون أمامهما. تسألهم كريستين: «لماذا تفعلون هذا؟» لترد عليها المرأة الشقراء التي ترتدي قناع دمية: «لأنكم كنتم في المنزل».
يكشف الغرباء عن أنفسهم لكريستين وجيمس قبل أن يتناوبوا على طعنهم في الصدر والبطن. بعد ذلك ، ابتعد الغرباء في شاحنتهم وصادفوا صبيين يركبان دراجات يوزعان منشورات دينية. تخرج المرأة الشقراء  من الشاحنة وتسأل عما إذا كان بإمكانها الحصول على إحدى المنشورات الدينية الخاصة بهم. سألها أحد الأولاد: «هل أنت مذنبة؟» لتجاوب: «أحيانًا».
يعطيها الصبي واحدة، ويبتعد الغرباء وكما تقول المرأة الشقراء: «سيكون الأمرأسهل في المرة القادمة». يأتي الصبيان إلى المنزل ويكتشفان المشهد الفوضوي بالمنزل المنهوب، والجثث الملطخة بالدماء لكريستين وجيمس ومايك بالداخل. يقترب أحد الأولاد من جسد كريستين ويحاول لمسها. وبينما كان يمد يده إليها، فاجعته كريستين، التي لا تزال على قيد الحياة ، بإمساك يده والصراخ.

## فكرة الفيلم
لاحظ الباحث السينمائي كيفن ويتمورأن تصويرالفيلم للعنف كانعكاس لثقافته المعاصرة، فكتب: "الموت هو فعل عشوائي في رعب ما بعد 11 سبتمبرنتيجة التواجد في المكان الخطأ في الوقت الخطأ، على عكس ما حدث في الثمانينيات من القرن الماضي على سبيل المثال فيلم تقطيع المرعب، حيث الانخراط في سلوك سلبي مثل الشرب، والقيام المخدرات، وممارسة الجنس قبل الزواج في كثيرمن الأحيان سابقًأ للقتل على يد القاتل، يكون الموت فعلًا عشوائيًا ولا علاقة له بسلوك الفرد ".
أشار مايك مايو في دليل عرض الرعب: مهرجان الرعب المطلق للأفلام، إلى «الواقعية القاتمة» للفيلم، حيث كتب أن الشخصيات الرئيسية «كان من الممكن أن تخرج من فيلم كئيب للمخرج إنغمار برغمان Ingmar Bergman»، وفي النهاية وصف الفيلم بأنه مثال على «الرعب المحلي الطبيعي» على غرارفيلم ألعاب مضحكة لمايكل هانيكي .
كما أشار الباحث فيليب سيمبسون إلى الفيلم بأنه يسلط الضوء على «الانقسام بين الطبقات المحرومة والمتميزة»، بالإضافة إلى انعكاسه للمعتقدات الشائعة حول العنف في المناطق الحضرية والأدب الرعوي، كما تفعل العديد من أفلام الرعب، التي تهدم المفهوم التقليدي للمجتمع الريفي كمكان بسيط وخالٍ من الجريمة.
يمكن للمرء أن يطلق على الإحساس السردي للفيلم بأنه "جنون العظمة الرعوية"، فالخطر يكمن بين الناس الفاسدين في البلد وليس الضواحي والمدن، أو بعبارة أخرى أن نوع العنف في الفيلم مرتبط بالعنف في الحياة الحضرية الذي ينتقل إلى المناطق الريفية، وهي ظاهرة لاحظها لويس ويرث" .
يشير الباحث توني ويليامزفي كتابه مداخن الظلام: العائلة في فيلم الرعب الأمريكي (2014)، إلى مكان الفيلم داخل منزل من حقبة السبعينيات كتمثيل لـ «تقليد أمريكي للعنف العشوائي من دون أي تفسير منطقي». بالإضافة إلى ذلك، يقرأ ويليامز المهاجمين الثلاثة الملثمين على أنهم استعارات لـ «التوترات المكبوتة وغير المحلولة التي تؤثرعلى الزوجين داخل المنزل».

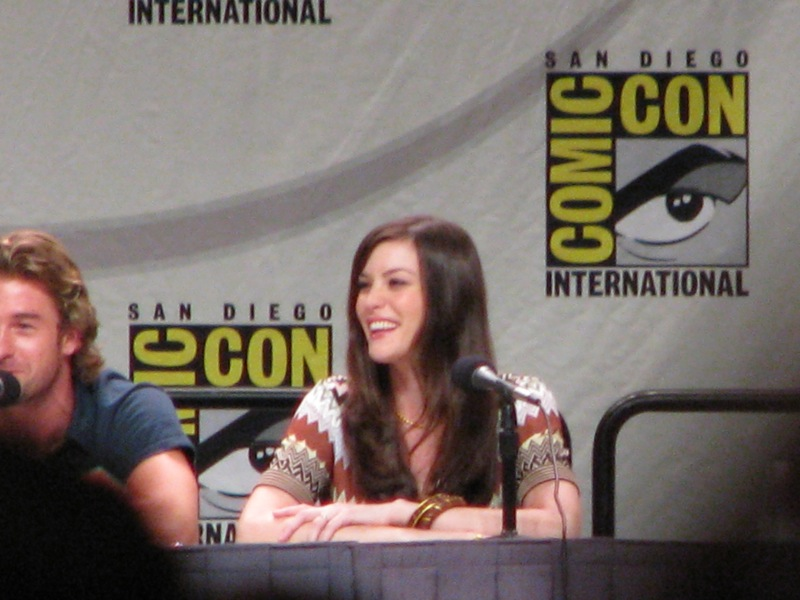
قام سكوت سبيدمان وليف تايلر بالترويج للفيلم في عام 2007 في سان دييجو كوميك كون

## طاقم الممثلين
- ليف تايلرLiv Tyler  في دور كريستين مكاي.
- سكوت سبيدمانScott Speed man في دور جيمس هويت.
- جيما ووردGemma Ward  بدور المرأة الشقراء التي ترتدي قناع دمية.
- كيب ويكس Kip Weeks بدورالرجل الملثم.
- لورا مارغوليس Laura Margolis في دورالمرأة التي ترتدي قناع فتاة.
- غلين هاورتون Glenn Howerton في دورمايك.
- أليكس فيشرAlex Fisher وبيتر كلايتون لوسي Peter Clayton-Luce في دور أولاد مورمون.[9]

## تكملة الفيلم
في أغسطس 2008، أكدت الشركة الموزعة للفيلم روغ بيكتشرزأن هناك تكملة للعمل، مع المخرج بريان بيرتينو الذي شارك في كتابة السيناريو مع بن كيتاي. وكان من المقررأن يتم تصوير المشروع في عام 2009، ولكن تأخر العمل. في 30 مايو 2017 بدأ تصوير الجزء الثاني للفيلم بعنوان الغرباء: فريسة في الليل، وتم إصدار الفيلم في 9 مارس 2018.

## روابط خارجية
- الغرباء  في قاعدة بيانات الأفلام على الإنترنت (بالإنجليزية).